# Chính sách thị thực của Samoa

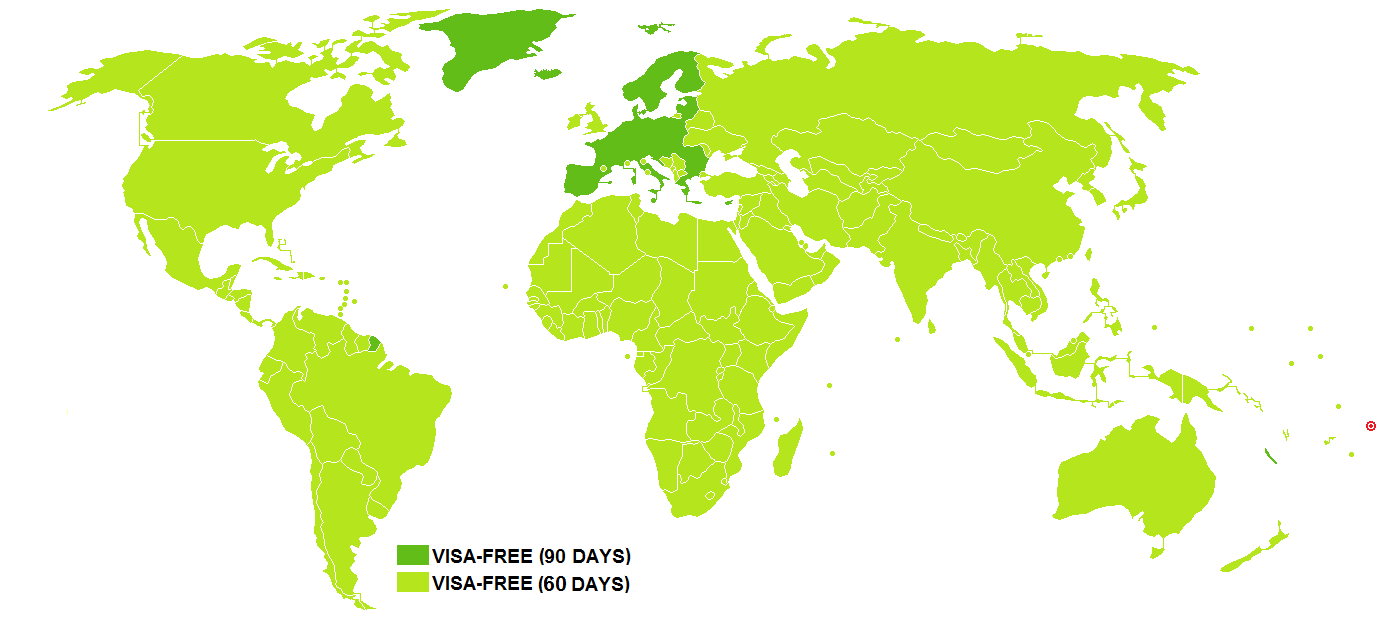
Chính sách thị thực Samoa
Samoa
Miễn thị thực 90 ngày (trong mỗi chu kỳ 180 ngày)
Miễn thị thực 60 ngày

Công dân của tất cả các quốc tịch đến Samoa đều được miễn thị thực. Tất cả du khách phải sở hữu hộ chiếu có hiệu lực 6 tháng. Tất cả du khách phải có vé khứ hồi hoặc chuyển tiếp, bản sao kê ngân hàng, không có tiền sử bị trục xuất khỏi quốc gia khác, không có vấn đề sức khỏe nào đe doạ đến Samoa, không có tiền sử bị bắt.

## Cho phép ở lại
Du khách thường được cho phép ở lại đây 60 ngày. However, Samoa ký thỏa thuận miễn thị thực song phương với Liên minh Châu Âu vào ngày 28 tháng 5 năm 2015 và được thông qua và ngày 15 tháng 12 năm 2015. Thỏa thuận này cho phép công dân tất cả các quốc gia liên quan đến hiệp ước Schengen ở lại không cần thị thực tối đa 90 ngày trong mỗi chu kỳ 180 ngày.